# Feira Nova do Maranhão
Feira Nova do Maranhão é um município brasileiro do estado do Maranhão. Localizado na Mesorregião do Sul Maranhense e na Microrregião dos Gerais de Balsas. Sua população estimada segundo o Instituto Brasileiro de Geografia (IBGE) em 2024 era de 8.236 habitantes.

## História
Feira Nova do Maranhão originou-se de um pequeno povoado no sertão maranhense, onde inicialmente funcionava a "Feira do Canto de Barro", organizada por Salomão Martins Sandes em uma propriedade privada. Com o objetivo de democratizar o comércio local, o então prefeito de Riachão, Raimundo Martins Bringel, adquiriu uma área de 26 hectares conhecida como Cícero Vaqueiro, permitindo a expansão da feira e o desenvolvimento da comunidade.
O crescimento do povoado motivou o movimento pela emancipação, consolidada após plebiscito em 16 de junho de 1994. Em 10 de novembro do mesmo ano, a Lei Estadual nº 6.141 elevou Feira Nova à categoria de município, desmembrado de Riachão. A instalação oficial ocorreu em 1º de janeiro de 1997.

## Geografia
A área do município de Feira Nova do Maranhão é de 1.626,053 quilômetros quadrados, o que o coloca na posição 57 dentre as 217 cidades do Maranhão.
| Área da unidade territorial [2024] | 1.626,053 km²                 |
| Hierarquia urbana [2018]           | Centro Local                  |
| Região de Influência [2018]        | Balsas - Centro Subregional B |
| Região intermediária [2024]        | Imperatriz                    |
| Região imediata [2024]             | Balsas                        |
| Mesorregião [2022]                 | Sul Maranhense                |
| Microrregião [2022]                | Gerais de Balsas              |

Fonte: IBGE
| Bioma predominante [2024]             | Cerrado  |
| Área urbanizada [2019]                | 1,11 km² |
| Esgotamento sanitário adequado [2010] | 9,9 %    |
| Arborização de vias públicas [2010]   | 1,3%     |
| Urbanização de vias públicas [2010]   | 0 %      |

Fonte: IBGE
Educação
Em 2010, a taxa de escolarização de 6 a 14 anos de idade do município de Feira Nova do Maranhão era de 94,9%. Comparando-se com outros municípios do estado do Maranhão, ficava na posição 180 de 217.
| Taxa de escolarização de 6 a 14 anos de idade [2010]             | 94,9 %           |
| IDEB – Anos iniciais do ensino fundamental (Rede pública) [2023] | 4,4              |
| IDEB – Anos finais do ensino fundamental (Rede pública) [2023]   | 4,5              |
| Matrículas no ensino fundamental [2023]                          | 1.240 matrículas |
| Matrículas no ensino médio [2023]                                | 305 matrículas   |
| Docentes no ensino fundamental [2023]                            | 72 docentes      |
| Docentes no ensino médio [2023]                                  | 16 docentes      |
| Número de estabelecimentos de ensino fundamental [2023]          | 6 escolas        |
| Número de estabelecimentos de ensino médio [2023]                | 1 escolas        |

Fonte: IBGE
Economia
Em 2021, o PIB per capita do município de Feira Nova do Maranhão era de R$ 13.874,85. Comparando-se com outros municípios do estado do Maranhão, ficava na posição 41 de 217.
| PIB per capita [2021]                                                                           | 13.874,85 R$     |
| Índice de Desenvolvimento Humano Municipal (IDHM) [2010]                                        | 0,532            |
| Total de receitas brutas realizadas [2023]                                                      | 42.428.385,80 R$ |
| Transferências correntes (Percentual em relação às receitas correntes brutas realizadas) [2023] | 96,44 %          |
| Total de despesas brutas empenhadas [2023]                                                      | 39.100.077,54 R$ |

Fonte: IBGE